# Paddle
|  | Aquest article tracta sobre el controlador de videojoc. Si cerqueu l'esport, vegeu «pàdel». |

Un paddle (palanca, traduït de forma literal de l'anglès) és un controlador de videojocs amb una roda giratòria i un o més botons, el qual la roda és típicament utilitzada per a controlar el moviment del personatge o d'un objecte al llarg d'un eix de la pantalla del videojoc. Un controlador paddle té un angle de rotació d'uns 330 graus; té una petita barrera a cada extrem de rotació, que es pot trencar el paddle si se sobrepassa.

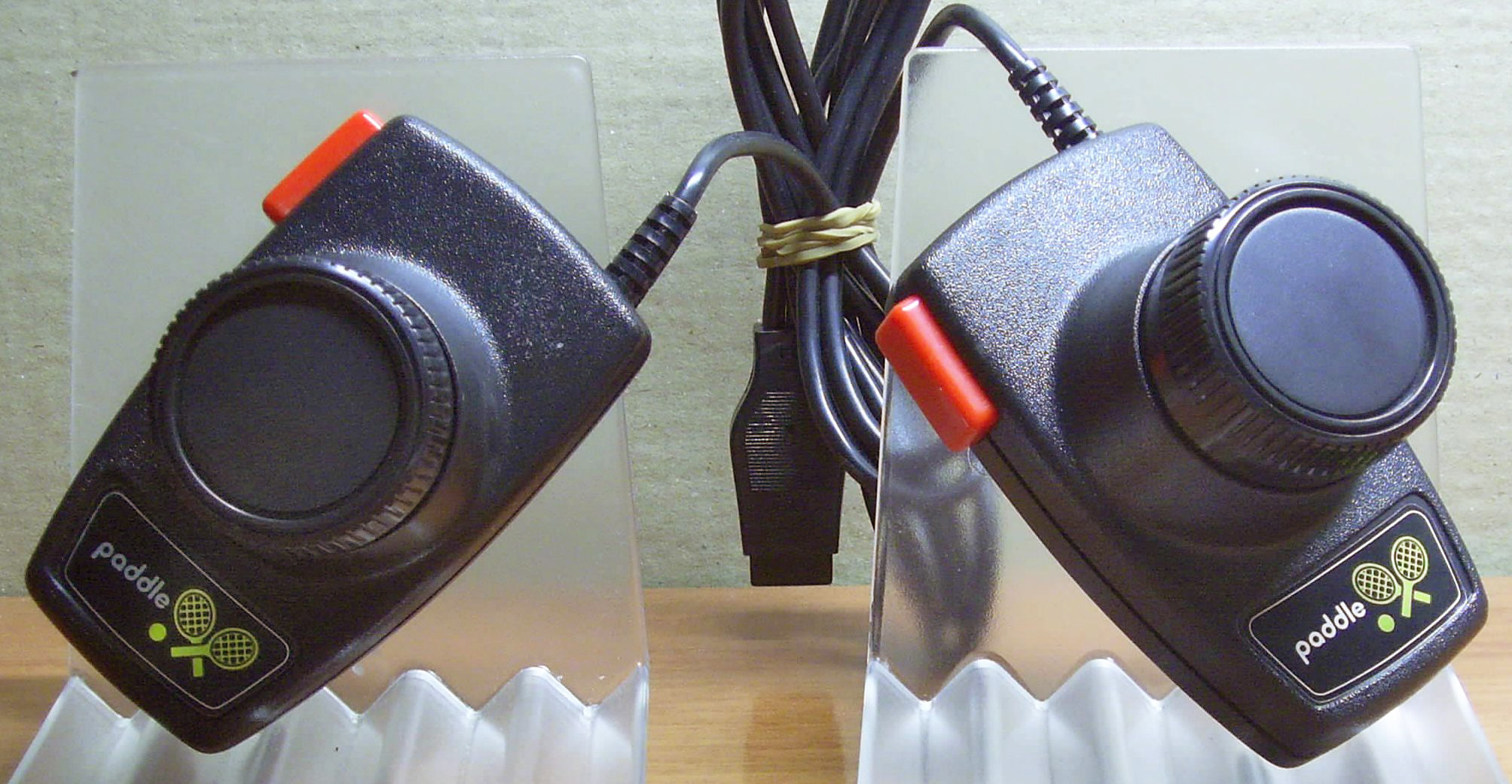
Parella de paddles per a Atari 2600

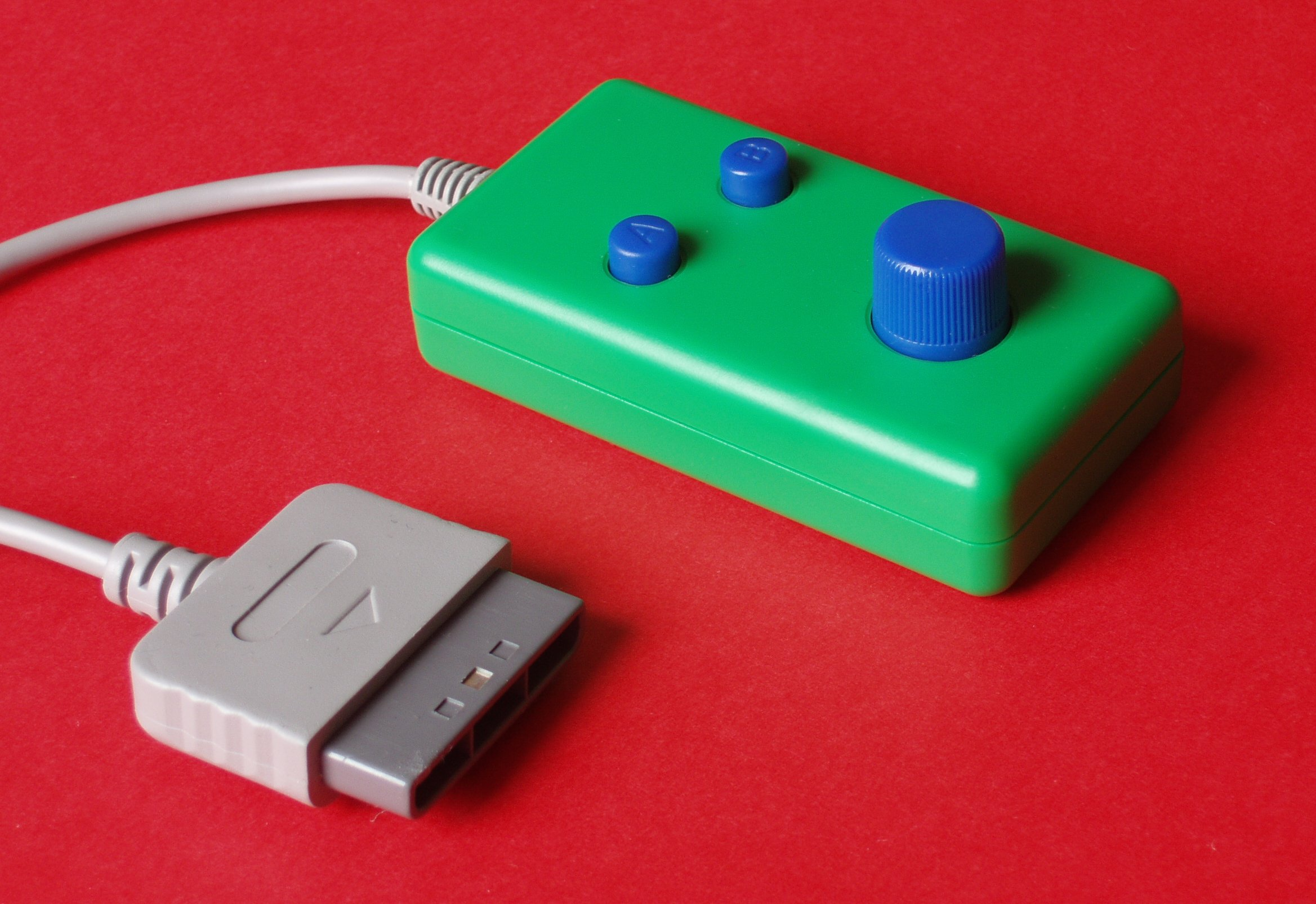
Paddle per Sony PlayStation

## Funcionament
La roda del paddle està -generalment- unida mecànicament a un potenciòmetre. Així s'aconsegueix generar una tensió de sortida que varia amb l'angle de la roda, relatiu a una posició fixa d'aquesta. Un paddle és un controlador absolut de la posició. Això significa que, sense cap coneixement previ, el sensor pot llegir i el resultat indicarà directament la posició de la roda del paddle.

## On s'utilitza
La primera videoconsola amb èxit, l'Atari 2600, usava paddles per a diversos dels seus jocs, com començaven a fer-lo també els primers ordinadors personals (per exemple, Commodore VIC-20). Els veritables paddles (basats en un potenciòmetre) no han estat usats en la seva majoria mai més perquè deixaven de llegir la posició de forma precisa una vegada que els contactes del potenciòmetre s'embrutaven. Alguns jocs més recents amb un control tipus paddle empren un codificador de quadratura en comptes d'un paddle (fins i tot quan el joc presenta similituds amb el paddle en pantalla, com l'Arkanoid).

### Videojocs
Alguns videojocs famosos que usaven paddles són Pong, Breakout i Night Driver. La causa del nom paddle atribuït a aquest tipus de controladors ve del primer videojoc a usar-lo: Pong. Era un videojoc de simulació de tennis taula, el qual les raquetes eren conegudes comunament com a paddles.

## Controladors similars

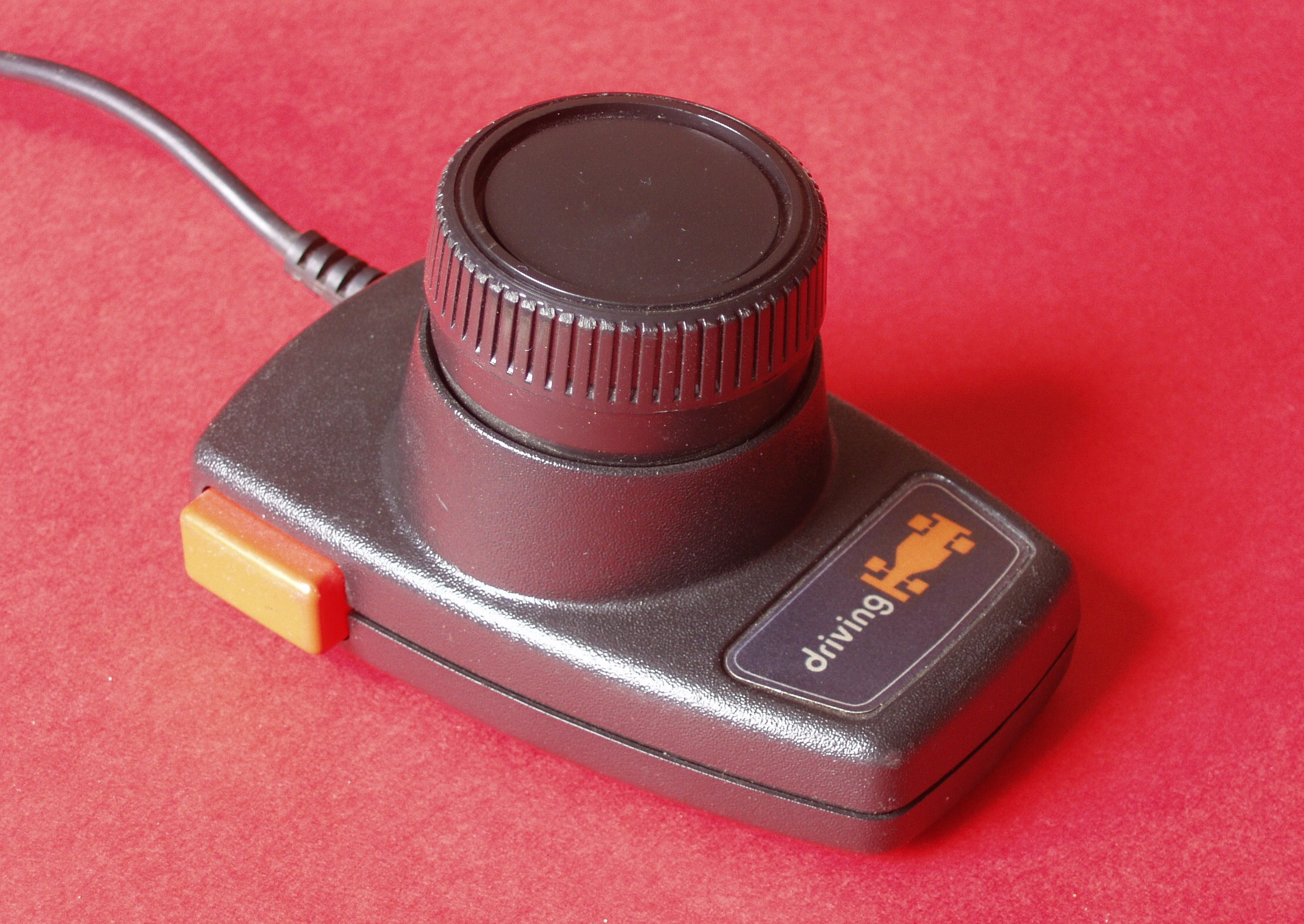
Volant per l'Atari 2600

A l'Atari 2600, els controladors paddle eren similars als controladors de conducció. Els paddles venien en parelles, ambdós connectats a un mateix port. Alguns paddles permetien una rotació de més d'una volta completa (360 graus) abans de trobar-se amb l'extrem final de la rotació. Finalment, van tenir un dibuix d'una raqueta i van adquirir la paraula paddle. Com que es podia connectar dos paddles al mateix port i l'Atari 2600 tenia dos ports per a videojocs, es podia jugar alhora quatre jugadors a jocs que el permetessin. Aquests paddles van ser compatibles també amb l'ordinador personal Atari 800 (el qual tenia quatre ports de jocs). No obstant això, és dubtós que existís algun joc que pogués suportar punts jugadors.
Atari també venia controladors de conducció (volants) per a usar amb els seus jocs, com l'Indy 500, que necessitava rodes per a poder mantenir el gir en una direcció determinada. Un volant podia fer girar contínuament, tenia un dibuix d'un cotxe i la paraula "driving" i era un dispositiu que es connectava de forma individual a cada port de jocs. Els controladors de conducció no eren compatibles amb els jocs dissenyats per als paddles. Com un ratolí d'ordinador mecànic, el volant tenia un codificador de quadratura (quadrature encoder) i proporcionava una posició relativa, no absoluta (com els paddles). Com només es podia connectar un volant per port de jocs, només dues persones podien jugar simultàniament a aquests jocs de conducció.

## Altres dispositius de control de videojocs
- Controlador de videojoc
- Palanca de control
- Pistola de llum